# Tim Drake
Tim Drake – Robin III. W Ameryce bardziej znany jako Red Robin. Tim Drake w niektórych komiksach (w których występuje jako Robin #3) nosi czerwony strój którym wyróżnia się wśród wszystkich Robinów. Jego najlepszymi przyjaciółmi są: Batman I, Nightwing II, Spoiler, Oracle II, Superboy, Wonder Girl II, Kid Flash II, Alfred Pennyworth, Ariana Dzerchenko, Jim Gordon, Greta Hayes, Red Tornado II, niegdyś Azrael IV, a najzacieklejszymi wrogami:  King Snake, Joker, Bane, Ra’s al Ghul, Lord Obeah, Cluemaster, Ulysees „The General” Hadrian, Johnny Warlock, Batgirl III

## Gry
- seria gier Batman: Arkham
- Lego Batman: The Video Game jako Robin (można jednak grać jego ludzkim alter-ego jeśli gra się na Nintendo DS) – 2008
- Lego Batman 2: DC Superheroes – 2012
- Lego Batman 3: Poza Gotham – 2014
- Batman: Sprawiedliwość Ponad Wszystko
- Young Justice: Legacy – 2013
- Injustice 2 – 2017 – pojawia się w zakończeniu Cyborga

## Seriale
- Batman (1992)
- Liga Młodych (2010) – Tim Drake jako Robin (III) pojawił się w 2 sezonie pt. Inwazja

## Film
- Batman: Powrót Jokera – kinowa wersja serialu Batman przyszłości, który nawiązuje bezpośrednio do serialu Batman z 1992 r. Komisarz Barbara Gordon opowiada o wielkiej traumie na jaką Joker naraził Tima w dzieciństwie. Obecnie jest inżynierem w średnim wieku, żonatym. Dawno porzucił pozycję superbohatera, odgrywa jednak ważną rolę w wydarzeniach z fabuły.